# SNCB 26 sorozat
Az SNCB 26 sorozat egy belga 3000 V egyenáramú, B-B tengelyelrendezésű villamosmozdony-sorozat. Az SNCB üzemelteti. Nehéz tehervonatok vontatására használják. Összesen 35 db készült belőle 1964 és 1971 között.